# Ореј (Ушће Роне)
Ореј (фр. Aureille) је насељено место у Француској у региону Прованса-Алпи-Азурна обала, у департману Ушће Роне.
По подацима из 2011. године у општини је живело 1521 становника, а густина насељености је износила 69,96 становника/km².

## Демографија
| 1990. | 2011. |
| ----- | ----- |
| 1.220 | 1.521 |